# Kushahalaxininiya
Kushahalaxininiya – gaun wikas samiti we wschodniej części Nepalu w strefie Sagarmatha w dystrykcie Siraha. Według nepalskiego spisu powszechnego z 2001 roku liczył on 575 gospodarstw domowych i 3358 mieszkańców (1610 kobiet i 1748 mężczyzn).